# Tachina flexa
Tachina flexa är en tvåvingeart som beskrevs av Walker 1853. Tachina flexa ingår i släktet Tachina och familjen parasitflugor. Inga underarter finns listade i Catalogue of Life.